# Běžné dvojkolí

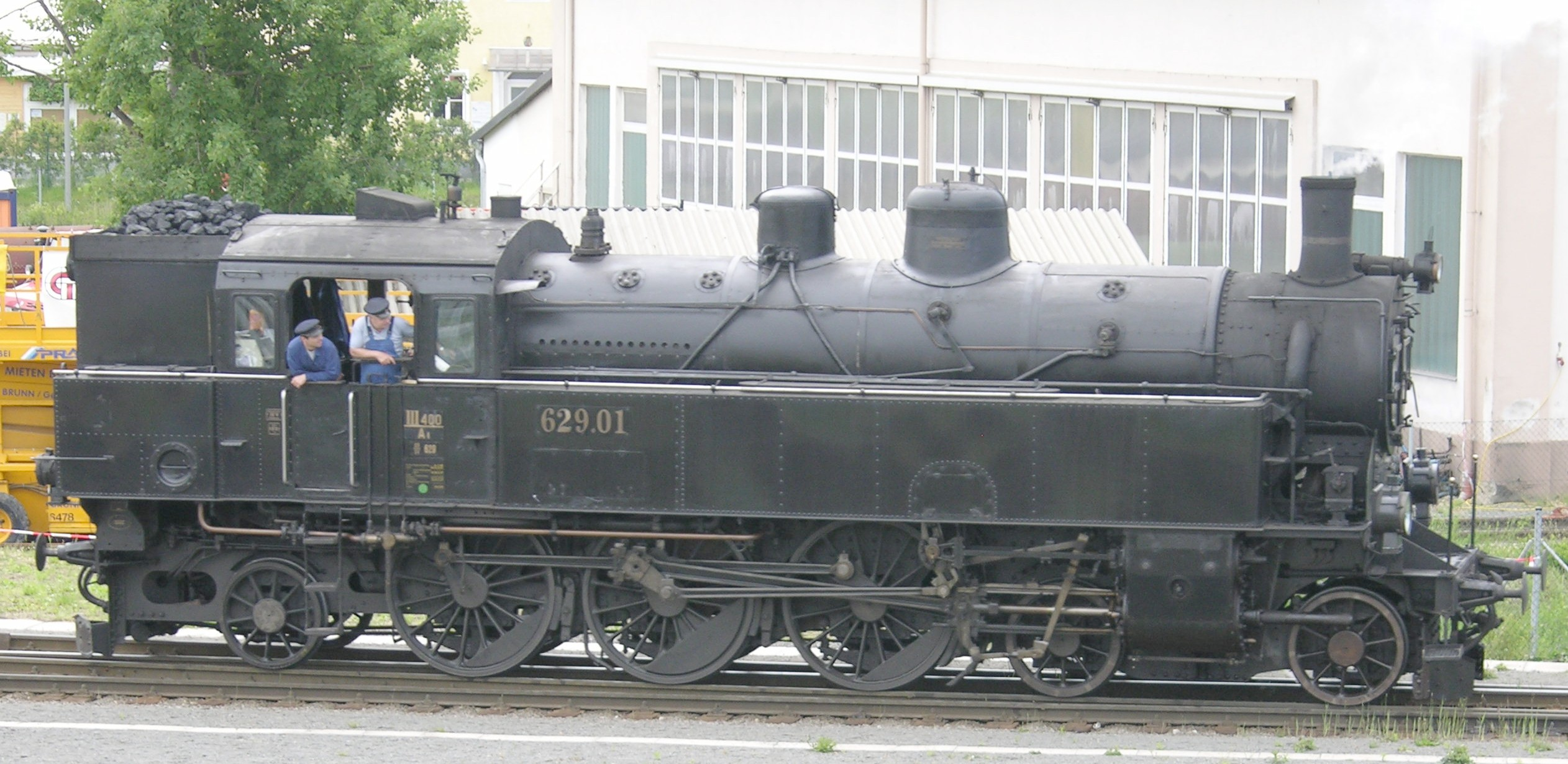
Rakouská řada 629 (ČSD 354.1) se třemi hnacími a třemi běžnými dvojkolími

Běžné dvojkolí je označení pro dvojkolí lokomotivy nebo motorového vozu (jednotky) bez vlastního pohonu. Běžně se používá též nepřesné označení běžná náprava (běhoun), a to i v odborné literatuře. 

## Účel běžných dvojkolí
Běžná dvojkolí nesou část hmotnosti vozidla v případě, že výkon primárního zdroje energie není tak vysoký, aby bylo účelné mít všechna dvojkolí hnací. Druhým úkolem, zejména v případě rámových lokomotiv, je navádění vozidla do oblouku a zajištění stabilního chodu v přímé. 

## Použití běžných dvojkolí
Elektrické, motorové a parní vozy a jednotky mají zpravidla část dvojkolí běžných. Poměr hnacích a běžných dvojkolí se zde řídí adhezními podmínkami, požadavky na zrychlení, překonávání sklonů, dynamické (rekuperační) brzdění a v neposlední řadě i přijatelnou cenou vozidla. U lokomotiv byla běžná dvojkolí prakticky opuštěna v polovině 20. století z důvodů požadavků na maximální využití adheze. Přesto se najdou výjimky – například dánské lokomotivy řady MX, které vznikly z americké konstrukce a kde byly ke snížení nápravového tlaku použity na místo dvounápravových podvozků podvozky třínápravové s prostředním běžným dvojkolím.